# Ligota Wielka (gromada w powiecie oleśnickim)
Ligota Wielka – dawna gromada, czyli najmniejsza jednostka podziału terytorialnego Polskiej Rzeczypospolitej Ludowej w latach 1954–1972.
Gromady, z gromadzkimi radami narodowymi (GRN) jako organami władzy najniższego stopnia na wsi, funkcjonowały od reformy reorganizującej administrację wiejską przeprowadzonej jesienią 1954 do momentu ich zniesienia z dniem 1 stycznia 1973, tym samym wypierając organizację gminną w latach 1954–1972.
Gromadę Ligota Wielka z siedzibą GRN w Ligocie Wielkiej utworzono – jako jedną z 8759 gromad na obszarze Polski – w powiecie oleśnickim w woj. wrocławskim, na mocy uchwały nr 23/54 WRN we Wrocławiu z dnia 2 października 1954. W skład jednostki weszły obszary dotychczasowych gromad Ligota Wielka, Smolna i Wądoły ze zniesionej gminy Solniki Wielkie oraz Bystre, Ligota Mała i Zimnica ze zniesionej gminy Brzezia Łąka w tymże powiecie. Dla gromady ustalono 26 członków gromadzkiej rady narodowej. 
1 stycznia 1960 do gromady Ligota Wielka włączono wieś Krzeczyn ze zniesionej gromady Oleśniczka w tymże powiecie.
31 grudnia 1961 do gromady Ligota Wielka włączono wsie Zbytowa i Nowa Ligota ze zniesionej gromady Zbytowa w tymże powiecie.
Gromada przetrwała do końca 1972 roku, czyli do kolejnej reformy gminnej.